# Emily Carey

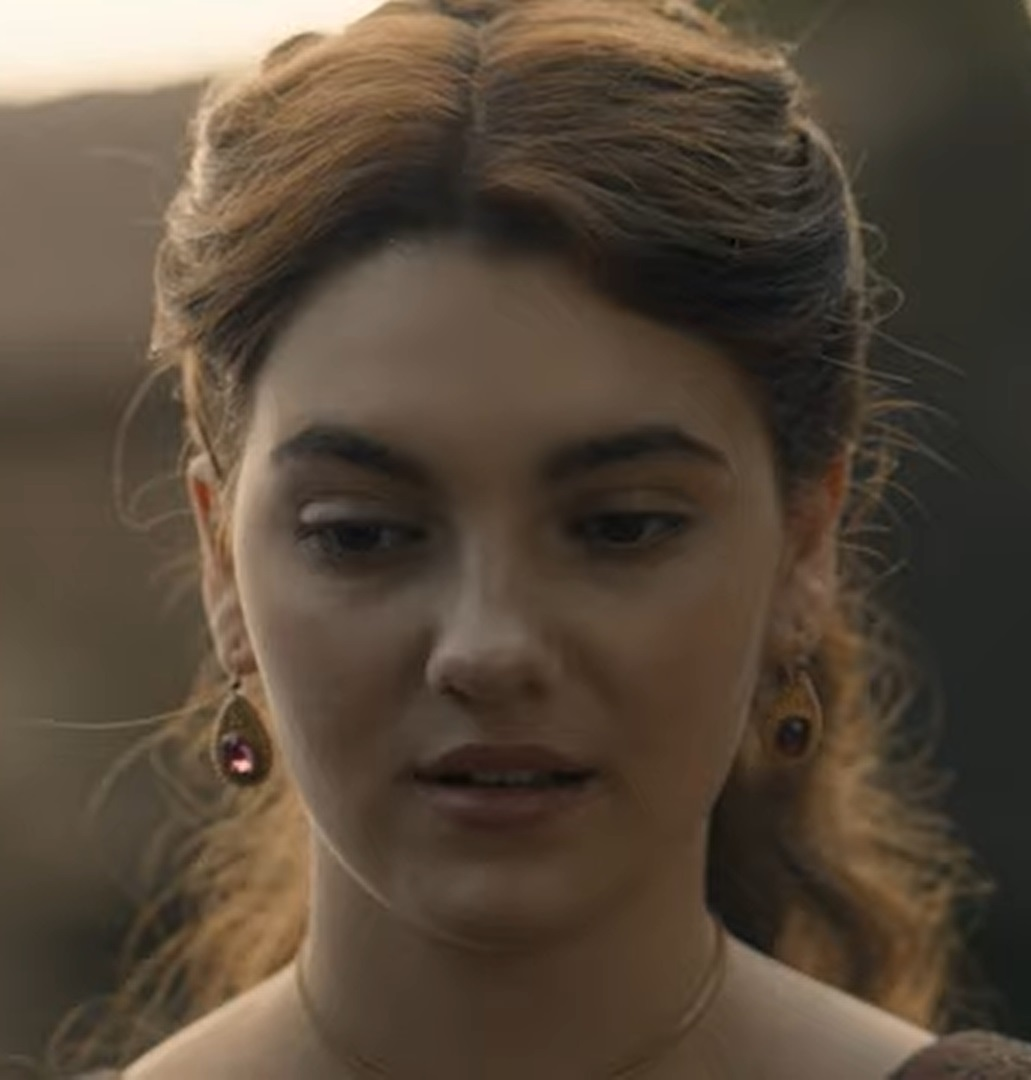
Emily Carey (2024)

Emily Joanna Carey (* 30. April 2003 in London) ist eine nicht-binäre britische schauspielende Person.

## Leben
Emily Carey stand 2013 im Musical The Sound of Music als Marta von Trapp am Regents Park Openair Theatre in London unter der Regie von Rachel Kavanaugh sowie in Shrek – Das Musical am Theatre Royal, Drury Lane unter Nigel Harman auf der Bühne. Von 2014 bis 2021 verkörperte Carey in der britische Krankenhaus-Fernsehserie Casualty die Rolle der Grace Beauchamp. 2016 folgte in der FOX/ITV-Serie Houdini & Doyle die Rolle der Mary Conan Doyle.
2017 war Carey in Rückblenden in der Comicverfilmung Wonder Woman mit Gal Gadot als zwölfjährige Diana zu sehen. Im Folgejahr verkörperte Carey im Actionfilm Tomb Raider mit Alicia Vikander die junge Lara Croft und 2020 in der Mysteryserie  Rache ist süß die Rolle der Mika Cavanaugh. Im Netflix-Film Anastasia: Once Upon a Time verkörperte Carey im selben Jahr die Titelrolle der Anastasia Romanowa.
Im Animationsfilm Wo ist Anne Frank von Ari Folman, der im Juli 2021 bei den 74. Internationalen Filmfestspiele von Cannes uraufgeführt wurde, lieh Carey in der englischsprachigen Fassung Anne Frank die Stimme. Außerdem synchronisierte Carey in der englischsprachigen Version von Happy Family 2 (2021) die Figur der Mila Starr. Im Juli 2021 wurde bekannt, dass Carey in House of the Dragon, einer Prequelserie zu Game of Thrones, die Rolle der jungen Alicent Hightower übernehmen soll, während diese Rolle in höherem Alter von Olivia Cooke dargestellt wird. In The Lost Girls (2022) von und mit Livia De Paolis basierend auf dem gleichnamigen Buch von Laurie Fox spielte Carey die Rolle der jungen Wendy Darling. Für den Thriller Walk With Me von Jonny Blair wurde Carey 2023 an der Seite von Claes Bang und Suki Waterhouse für eine Hauptrolle besetzt.
In der Netflix-Serie Geek Girl (2024) nach der Jugendbuchreihe Harriet – versehentlich berühmt von Holly Smale übernahm Carey die Hauptrolle.
In den deutschsprachigen Fassungen wurde Carey unter anderem von Paulina Rümmelein (Tomb Raider), Anni C. Salander (Breaking Point – Make it or Break it), Zina Laus (House of the Dragon) sowie von Lisa May-Mitsching (Rache ist süß) synchronisiert.

## Filmografie (Auswahl)
- 2014–2021: Casualty (Fernsehserie, 41 Episoden)
- 2014: Idina Menzel: Baby, It’s Cold Outside (Musikvideo)
- 2016: Houdini & Doyle (Mini-Serie, sechs Episoden)
- 2017: Wonder Woman
- 2018: Tomb Raider
- 2019: Turn Up Charlie (Fernsehserie, Episode 1x03)
- 2020: Rache ist süß (Get Even, Fernsehserie, neun Episoden)
- 2020: Anastasia: Once Upon a Time
- 2021: Wo ist Anne Frank (Where Is Anne Frank, Stimme)
- 2021: Happy Family 2 (Monster Family 2, Stimme)
- 2022: Michael Aldag: Teenage Drama (Musikvideo)
- 2022: The Lost Girls
- 2022: House of the Dragon (Fernsehserie, fünf Episoden)
- 2022: The Canterville Ghost
- 2023: Platform 7 (Fernsehserie, zwei Episoden)
- 2023: Breaking Point – Make it or Break it (Breaking Point)
- 2024: Geek Girl (Fernsehserie, zehn Episoden)
- 2025: The Witcher – Sirens of the Deep (Stimme)